# Kerkhofkapel (Lutterade)
De Kerkhofkapel is een kapel in de wijk Lutterade in Geleen in de Nederlands Zuid-Limburgse gemeente Sittard-Geleen. De kapel staat op de begraafplaats in het westen van Geleen bij de Westelijke Randweg aan de Groenseykerstraat en de Parallelweg.

## Geschiedenis
Vroeger stond er hier op deze plaats een kerk die later werd afgebroken. Na de afbraak werd er in de eerste helft van de 20e eeuw een kapel gebouwd op de plaats van het oude hoofdaltaar en gebruikte men het materiaal van de oude kerk voor de constructie van de kapel.

## Bouwwerk
De bakstenen kapel heeft een driezijdige koorsluiting en wordt gedekt door een zadeldak met leien. Het basement is uitgevoerd in hardsteen. In de zijgevels zijn er elk twee spitsboogvensters aangebracht en in de schuine gevels van de koorsluiting elk een, alle omlijst met hardstenen kozijnen en sierstenen in de raamopeningen. De frontgevel is een puntgevel en loopt aan beide zijden schuin uit. Boven in de frontgevel is een natuurstenen kruis ingemetseld, voorzien van het hoofd van Christus met doornenkroon, met eronder de spitsboogvormige toegang die voorzien is van een natuurstenen sluitsteen en wordt afgesloten door een smeedijzeren spijlenhek.
Van binnen is de kapel uitgevoerd in baksteen en tegen de achterwand is een wit altaar geplaatst. Op het altaar staat een Heilig Hartbeeld en boven het altaar hangt een kruis met corpus.